# Percival Davson
Percival May Davson (ur. 30 września 1877 w Georgetown, zm. 5 grudnia 1959 w Paddington) – brytyjski szermierz i tenisista, srebrny medalista olimpijski. 
Na igrzyskach olimpijskich w Londynie w 1908 roku odpadł w pierwszej rundzie turnieju indywidualnego szpadzistów. Na rozgrywanych cztery lata później igrzyskach olimpijskich w Sztokholmie Brytyjczycy w składzie: Edgar Seligman, Robert Montgomerie, Percival Davson, Arthur Everitt, Sydney Martineau i Martin Holt zajęli drugie miejsce w szpadzie drużynowej. W szpadzie indywidualnej ponownie odpadł w pierwszej rundzie. Startował także we florecie indywidualnym, w którym nie awansował do drugiej rundy. 
Jako tenisista wziął udział w turnieju International Lawn Tennis Challenge 1919 (prekursor Pucharu Davisa). W 1913 wygrał tenisowe zawody singlowe w turnieju British Covered Court Championships (BCCC) odbywające się w krytych halach. W 1919 został sklasyfikowany na 8. miejscu w rankingu światowym tenisistów przez dziennikarza dziennika The Daily Telegraph Arthura Wallisa Myersa.  